# Scott Quigley
Scott Quigley (Shrewsbury, 2 settembre 1992) è un calciatore ed ex giocatore di calcio a 5 inglese, attaccante dell'Eastleigh.

## Carriera
Nel 2012 debutta nella prima divisione gallese con i The New Saints, dove, ad eccezione di tre periodi in prestito a Caersws, Carmarthen Town e Cefn Druids, rimane ininterrottamente fino all'inizio della stagione 2017-2018, totalizzando complessivamente 86 presenze e 25 reti in campionato, 9 presenze e 10 reti in Coppa del Galles, 12 presenze e 9 reti in Coppa di Lega, 2 presenze ed una rete nella Scottish Challenge Cup e 13 presenze e 6 reti nei turni preliminari di UEFA Champions League, il tutto vincendo 4 campionati consecutivi, 3 coppe nazionali ed altrettante coppe di lega.
Nell'estate del 2017, dopo aver preso parte ai preliminari di Champions League, passa a titolo definitivo al Blackpool, club inglese di Football League Two: dopo 9 presenze senza reti in campionato e 5 presenze senza reti in Football League Trophy passa in prestito al Wrexham, in National League (quinta divisione, e più alto livello calcistico inglese al di fuori della Football League), dove realizza 8 reti in 17 presenze. L'anno seguente, dopo un periodo al Blackpool (nel frattempo promosso in Football League One) ai margini della rosa, viene ceduto in prestito al Port Vale, con cui gioca 11 partite in League Two, una partita in Coppa di Lega ed una partita in Football League Trophy, segnando un'unica rete (nel Football League Trophy); nella sessione invernale del calciomercato passa poi sempre in prestito all'Halifax Town, con cui mette a segno 2 reti in 15 presenze in National League. Nella stagione 2019-2020 vince la National League ed il titolo di capocannoniere del campionato (con 20 reti in 35 presenze) con il Barrow, con cui rimane anche nella successiva stagione in League Two, nella quale con 15 reti in 38 presenze risulta essere il capocannoniere stagionale del club. Nell'estate del 2021, dopo un biennio da 78 presenze e 35 reti fra tutte le competizioni ufficiali al Barrow, scende di categoria e va a giocare in National League nello Stockport County, con cui vince per la seconda volta in carriera questo campionato, segnando 6 reti in 31 presenze; nell'estate del 2022, dopo 2 ulteriori presenze senza reti con lo Stockport County in quarta divisione, viene ceduto in prestito al Rochdale, altro club di quarta divisione, che a fine anno retrocede e con cui realizza 5 reti in 26 partite di campionato giocate. Nell'estate del 2023 si trasferisce all'Eastleigh, club di quinta divisione, dove trascorre in seguito anche la stagione 2024-2025.

## Palmarès

### Club

#### Competizioni nazionali
- Campionato gallese: 4

The New Saints: 2013-2014, 2014-2015, 2015-2016, 2016-2017
- Coppa del Galles: 3

The New Saints: 2013-2014, 2014-2015, 2015-2016
- Coppa di Lega gallese: 3

The New Saints: 2014-2015, 2015-2016, 2016-2017
- National League: 2

Barrow: 2019-2020
Stockport County: 2021-2022

### Individuale
- Capocannoniere della National League: 1

2019-2020 (20 reti)
- National League Team of the Year: 1

2019-2020